# Terebratulina kitakamiensis
Terebratulina kitakamiensis är en armfotingsart som beskrevs av Hayasaka 1938. Terebratulina kitakamiensis ingår i släktet Terebratulina och familjen Cancellothyrididae. Inga underarter finns listade i Catalogue of Life.